# Калуджер
Калуджер (серб. Калуђер / Kaluđer) — село в общине Вукосавле Республики Сербской Боснии и Герцеговины. В настоящее время село необитаемо.